# James Williams (pianist)
James Williams (Memphis, 8 maart 1951 – Manhattan, 20 juli 2004) was een Amerikaanse jazzpianist, componist, arrangeur, producent en muziekdocent.

## Biografie
James Williams interesseerde zich op 13-jarige leeftijd aan het begin van zijn pianospel voor soul- en gospelmuziek en speelde orgel in een baptistenkerk. Hij studeerde muziektheorie aan de Memphis State University, ontmoette wederom Mulgrew Miller, die in dezelfde kerk had gespeeld, en Donald Brown, die hem overhaalde om zich te concentreren op de piano. Hij speelde daar al met George Coleman, Thad Jones en Richard Davis. Net als Harold Mabern was hij een bewonderaar van Phineas Newborn. Van 1972 tot 1977 doceerde hij aan het Berklee College of Music in Boston en speelde hij met Woody Shaw, Joe Henderson en Art Farmer. Pas op 26-jarige leeftijd speelde hij met Milt Jackson, Sonny Stitt en Louis Hayes.
Hij speelde vanaf 1977 vier jaar en tien platen lang als pianist in de legendarische band Jazz Messengers van Art Blakey met solisten als Wynton Marsalis en Bobby Watson, Billy Pierce en Charles Fambrough en voerde daar eigen composities in. In 1984 verhuisde hij naar Brooklyn, waar hij als orkestleider (Contemporary Piano Ensemble) en producent werkzaam was. Daar speelde hij o.a. met Bobby Hutcherson en Buddy Tate. Sinds 1999 leidde hij de jazzstudies-sectie van de William Paterson University in Wayne (als opvolger van Rufus Reid). Met zijn eigen band Intensive Care Unit verwees Williams direct naar de Gospel Politics van Aretha Franklin en Curtis Mayfield en de Soul Groove van de voormalige Blakey-pianist Bobby Timmons.
Hij nam graag uitdagingen als pianist en producent van albums en evenementen aan. Hij nam soloplaten op met de gerenommeerde jazzmuzikanten Art Blakey, Ray Brown en Elvin Jones, formeerde en produceerde het Contemporary Piano Ensemble en zocht ongewone bezettingen. Opnamen zijn in Europa nauwelijks verkrijgbaar en verschenen nog onder Art Farmer, Bill Easley, Billy Pierce, Curtis Fuller, Emily Remler, Frank Gordon, Greg Abate, Marvin Smitty Smith, Ricky Woodard, Tom Harrell en de Memphis Convention.

## Overlijden
James Williams overleed in juli 2004 op 53-jarige leeftijd na een lang ziekenhuisverblijf in Manhattan aan de gevolgen van leverkanker.

## Discografie
- ????: Met Art Blakeys Jazz Messengers (Blue Note, Concord, Timeless, Philips)
- 1987: The Magical Trio 1, met Ray Brown en Art Blakey (Emarcy)
- 1989: Meet the Magical Trio, trio met Charnett Moffet en Jeff Watts (Emarcy)
- 1991: Up to the Minute Blues, sextet met Joe Henderson (DIW)
- ????: The Magical Trio 2, met Ray Brown en Elvin Jones (Emarcy)
- ????: Truth, Justice & Blues, Intensive Care Unit Evidence Music
- ????: We've Got What You Need, Intensive Care Unit, Evidence Music 
  - de beide laatsten met diverse zangers en instrumentalisten.

- Bibsys: 6095829
- Bibliothèque nationale de France: cb13922030z (data)
- Gemeinsame Normdatei: 133158047
- International Standard Name Identifier: 0000 0000 7365 7979
- Library of Congress Control Number: nr90005200
- MusicBrainz: 8bf437e3-21a0-44dc-b38d-609141c24378
- Nationale Bibliotheek van Tsjechië: xx0159514
- Nationale bibliotheek van Australië: 35811621
- Nederlandse Thesaurus van Auteursnamen: 101229739
- Réseau des bibliothèques de Suisse occidentale: 02-A012347957
- Istituto Centrale per il Catalogo Unico: DDSV100683
- SNAC: w6vt2nn0
- Système universitaire de documentation: 080853609
- Virtual International Authority File: 47943891
- WorldCat: E39PBJkmYRPMgwKTfG4kKjYVmd